# Cantonul Nant
Cantonul Nant este un canton din arondismentul Millau, departamentul Aveyron, regiunea Midi-Pyrénées, Franța.

## Comune
- La Cavalerie
- La Couvertoirade
- L'Hospitalet-du-Larzac
- Nant (reședință)
- Saint-Jean-du-Bruel
- Sauclières